# ホワット・イフ…
『ホワット・イフ…』（What If...）は、アメリカのハードロックバンド、MR. BIGがリリースした、7作目のスタジオ・アルバムである。

## 内容
2001年発売の『アクチュアル・サイズ』以来9年4ヶ月振り、オリジナルメンバーでは4thアルバム『ヘイ・マン』以来約15年振りとなるオリジナル・アルバム。キャッチコピーは「MR. BIG凱旋 問答無用のロック・アルバム」。
プロデュースはアイアン・メイデン、ジャーニーのプロデュース、レッド・ツェッペリンのリマスター作業等で知られるケヴィン・シャーリーが担当。
日本では通常盤に加え、DVDと3Dスリップ・ケース付き限定盤、さらにアナログ180g重量盤（2枚組）が限定でリリースされた。

## 収録曲
CD
1. アンダートウ／Undertow （4:49）
海外ではこの楽曲を、先行シングルとして2010年11月27日にリリースされた。
2. アメリカン・ビューティ／American Beauty （3:44）
3. ストレンジャー・イン・マイ・ライフ／Stranger In My Life （4:26）
4. ノーバディ・レフト・トゥ・ブレイム／Nobody Left To Blame （4:20）
5. スティル・エイント・イナフ・フォー・ミー／Still Ain't Enough For Me （3:04）
6. ワンス・アポン・ア・タイム／Once Upon A Time （4:03）
7. アズ・ファー・アズ・アイ・キャン・シー／As Far As I Can See （3:55）
8. オール・ザ・ウェイ・アップ／All The Way Up （5:12）
9. アイ・ウォント・ゲット・イン・マイ・ウェイ／I Won't Get In My Way （4:40）
10. アラウンド・ザ・ワールド／Around The World （3:51）
11. アイ・ゲット・ザ・フィーリング／I Get The Feeling （4:34）
12. キル・ミー・ウィズ・ア・キッス／Kill Me With A Kiss （5:59）
日本盤、韓国盤のボーナス・トラック。欧米盤、また海外のiTunes Storeではこの曲ではなく、別のボーナス・トラック「Unforgiven （4:16）」が収録されている。

DVD （限定盤のみ）
1. Views From Recording Studio／ノーバディ・レフト・トゥ・ブレイム / レコーディング風景
2. MR . BIG talking about What If...／メンバーによる楽曲解説 / タイトル解説
3. Undertow – Video／アンダートウ （プロモーションビデオ）